# (35) Leukothea
(35) Leukothea – planetoida z pasa głównego planetoid okrążająca Słońce w ciągu 5 lat i 63 dni w średniej odległości 2,99 j.a. Została odkryta 19 kwietnia 1855 roku w obserwatorium w Düsseldorfie przez Roberta Luthra. Nazwa planetoidy pochodzi od Leukotei (zwanej też Ino), która była dobroczynną boginią morską w mitologii greckiej.